# Manoir de Bévilliers
Le manoir de Bévilliers est une demeure du début du XVIe siècle qui se dresse sur le territoire de la commune française de Gonfreville-l'Orcher, dans le département de la Seine-Maritime, en région Normandie.
Le château, propriété privée, est classé au titre des monuments historiques.

## Localisation
Le château est situé sur le plateau, près de la grand-route qui descend vers Harfleur, sur la commune de Gonfreville-l'Orcher, dans le département français de la Seine-Maritime.

## Historique
Il s'appelait autrefois manoir de Sénitot et dépendait alors de la seigneurie d'Orcher. Sa terre avait été donnée en fief en 1477 par Pierre Ercambourg, seigneur de Gainneville, à son gendre Loÿs de Viennens. Les clefs de voûte et les cheminées portent les armoiries des familles Viennens et Ercambourg.
Le manoir actuel d'architecture Renaissance date du début du XVIe siècle. Le millésime de 1528 est sculpté sur l'une des clés de la cave, et celui de 1536 était porté sur les carreaux émaillés du sol de la chapelle à l'étage. Il a été construit par Jeanne de Viennens et Louis de Richebourg, gentilhomme originaire d'Île-de-France,,. On retrouve leurs initiales « L » et « I » au-dessus de l'entrée et sur des cheminées.
Passé par alliance à Antoine de Brachon, le manoir fut le fief de Tristan de Brachon, écuyer, de 1596 à 1630 et un haut lieu du culte protestant à la fin du XVIe siècle, jusqu'à l'exil de la famille en Hollande à la suite de la révocation de l'édit de Nantes en 1685. En 1782, Julie de Brachon, autorisée à rentrer en France, y mènera grand train avec son marie Pierre Basnage, petit-fils d'Henri Basnage de Beauval.
En 1752, la propriété est acquise par Mlle de Melmont et le réunit au domaine d'orcher.
En 1987 il était la possession de M. Sylvain Jacqueline.

### De nos jours
Le château est la propriété du golf de Bévilliers, qui l'a doté d'un terrain de golf et d'infrastructures d'accueil de cérémonies et autres réunions ; le restaurant du golf a le label Normandie Qualité Tourisme.

## Description
Le manoir est construit en blocs calcaires, pierres de taille et briques roses.

## Protection
Le manoir de Bévilliers est classé au titre des monuments historiques par décret du 6 novembre 1924.